# Nannobittacus pollex
Nannobittacus pollex är en näbbsländeart som beskrevs av George W. Byers och Angela Roggero 1992. Nannobittacus pollex ingår i släktet Nannobittacus och familjen styltsländor. Inga underarter finns listade i Catalogue of Life.